# Myaka myaka
Myaka myaka là một loài cá vây tia thuộc họ Cichlidae.
Đây là loài đặc hữu của hồ Crater Lake Barombi Mbo, miền tây Cameroon.